# Dorfkirche Bergzow

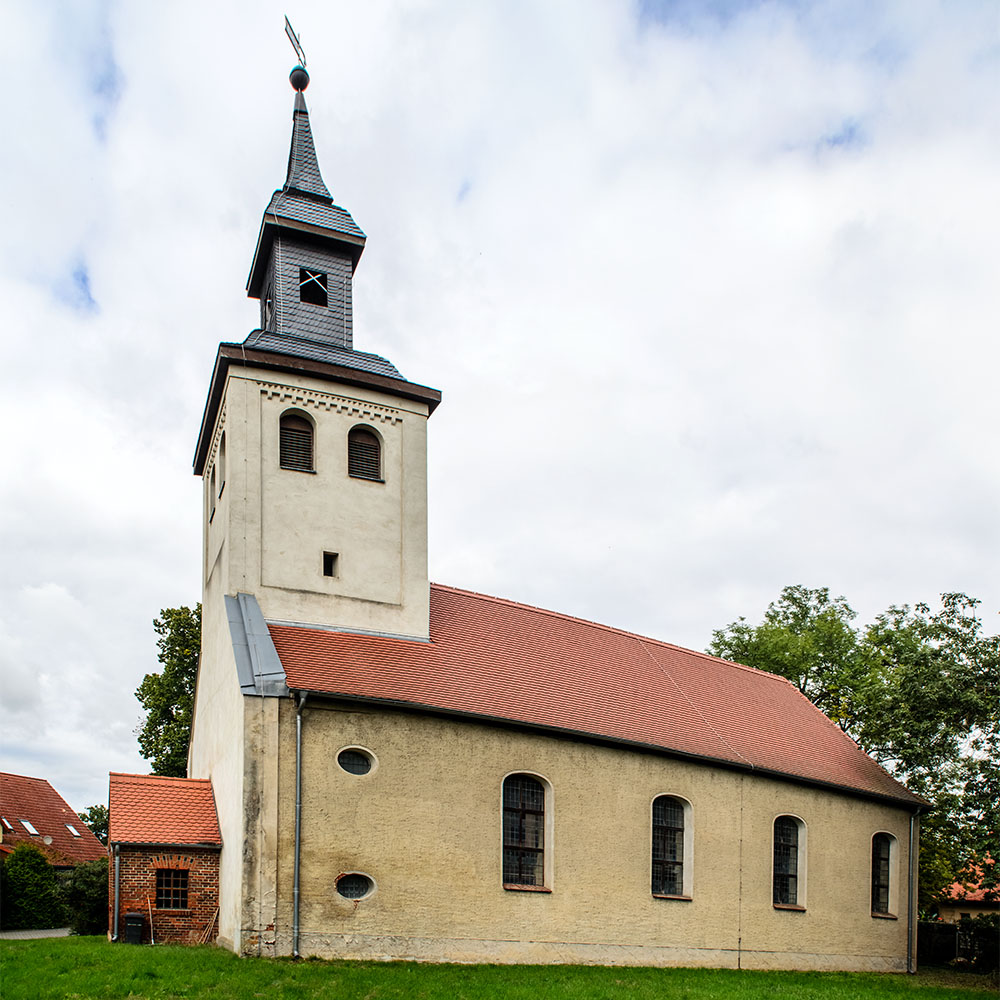
Ansicht von Südwest, 2024

Die Dorfkirche Bergzow ist das evangelische Gotteshaus des heute zur Gemeinde Elbe-Parey gehörenden Dorfes Bergzow.

## Geschichte und Baubeschreibung
Die Kirche wurde zwischen 1120 und 1160 errichtet. Das Patronat hatte die Familie von Plotho zu Parey. In der Nordwand des Kirchenschiffs der Dorfkirche sind mit einem Portal, das heute zur Hälfte zugemauert ist, und einem darüber befindlichen Rundbogenfenster noch Elemente der ursprünglich romanisch gestalteten Kirche erkennbar. Heute besteht das Gebäude aus dem Kirchenschiff, das im Osten dreiseitig abgeschlossen ist, und dem auf Pfeilern über dem Westgiebel ruhenden Kirchturm mit quadratischem Grundriss. Als Baumaterial wurden Backsteine verwendet, die später verputzt wurden. Das Kirchenschiff trägt ein dreiseitiges, nach Osten ausgerichtetes Walmdach, während der Turm mit einer Welschen Haube versehen war.
Die Gestaltung des östlichen Abschlusses der Kirche und die oval- und rundbogigen Fenster rühren von Umbauten her, die zwischen dem 17. und 18. Jahrhundert vorgenommen wurden. An der Nordwand steht ein Grabstein, dessen Inschrift an den 1782 verstorbenen Pfarrer Woltersdorf erinnert. Im Innern ist die Kirche mit einer Flachdecke versehen, die Ausstattung stammt aus der Zeit des Barock. Dazu gehören die Empore in Hufeisenform und das Kastengestühl. Ursprünglich gab es einen Kanzelaltar, heute steht der sechseckige Kanzelkorb zu ebener Erde neben dem Altar.
Im Zweiten Weltkrieg wurden die Kirchenfenster zerstört. 1950 erfolgte deren Instandsetzung mit einer neuen Bleiverglasung. Am 10. August 1956 wurde die Bergzower Kirche unter Denkmalschutz gestellt. 1960 wurde auf dem Turm eine neue Wetterfahne montiert, da die alte Kugel-Wetterfahne schadhaft war. Am 2. August 1967 schlug der Blitz in den Kirchturm ein. dabei wurde das Holzgerüst der Turmspitze so angegriffen, dass es nicht mehr möglich war, ein Gerüst anzubringen. Das Kirchenbauamt in Magdeburg stimmte einem teilweisen Abbruch des Turmes zu. Die Reparatur erfolgte durch ein einfaches Flachdach bis zum 9. Februar 1972.
Von 2006 bis 2007 wurden umfangreiche Sanierungsarbeiten durchgeführt, so konnte das Mauerwerk trockengelegt werden und eine Winterkirche mit einer gläsernen Abtrennung zum Kirchenschiff sowie Funktionsräume wurden eingebaut. Der Wunsch der Gemeinde, wieder eine dem ursprünglichen Zustand entsprechende Turmspitze zu errichten, wurde im Oktober 2009 erfüllt. Der Kirchturm hat wieder eine Welsche Haube und die Fassade wurde ebenfalls saniert.

## Ausstattung
Das kleine rundbogige Orgelprospekt stammt aus dem Jahre 1873. Das Geläut besteht aus zwei Bronzeglocken, die vermutlich aus dem 15. und 16. Jahrhundert stammen.